# Joe Louis

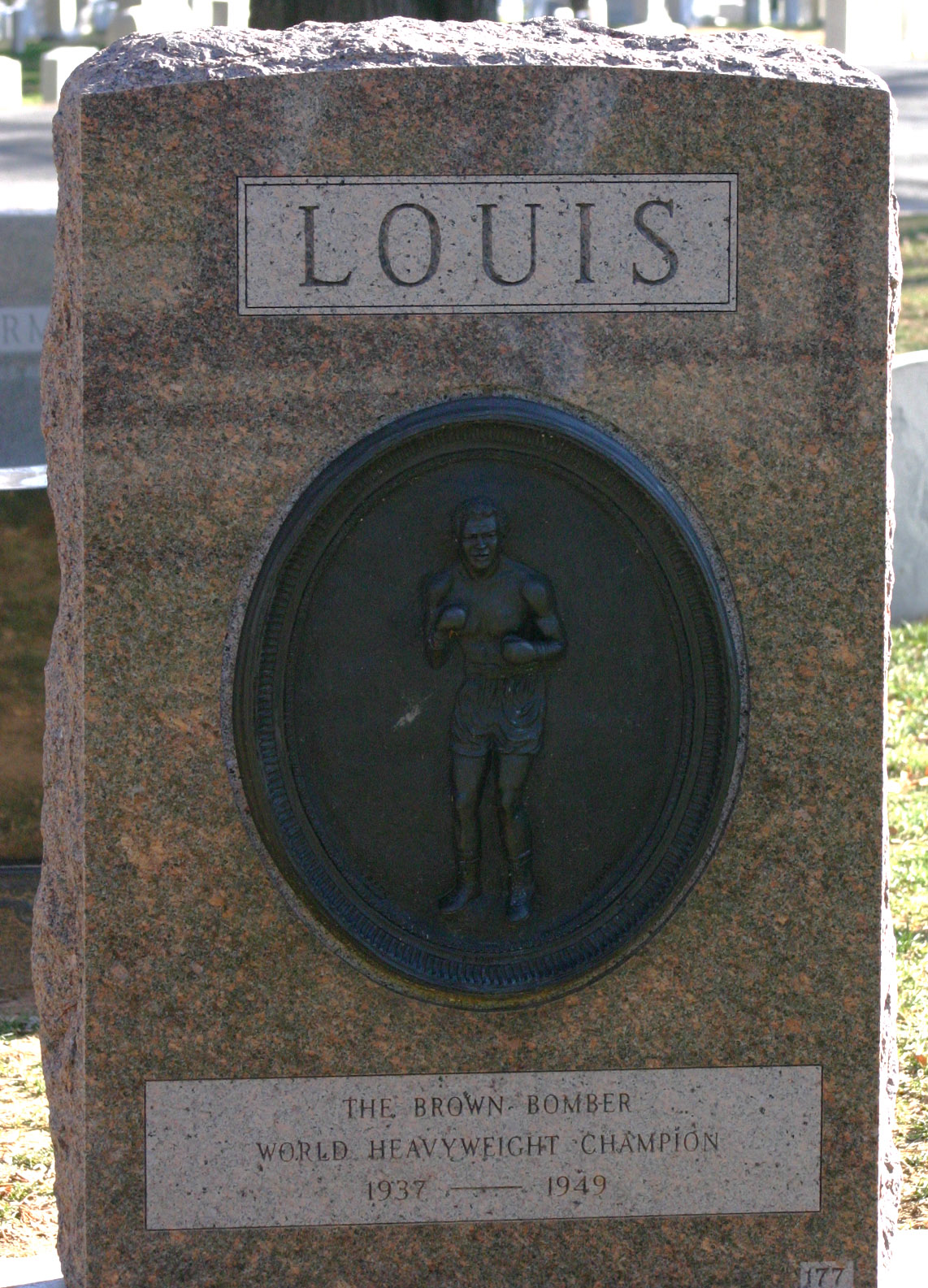
Joe Louis.

Joseph Louis Barrows (La Fayette, Alabama, 13 de mayo de 1914 - Las Vegas, Nevada, 12 de abril de 1981), conocido como Joe Louis, fue un boxeador estadounidense apodado el "bombardero de Detroit". Fue campeón mundial del peso pesado durante once años y ocho meses (1937-1949), un récord que nadie ha conseguido superar. Derrotó a 21 boxeadores por el título mundial de peso pesado. Logró 66 victorias profesionales, incluyendo 52 por nocaut, y apenas tres derrotas ante Max Schmeling, Ezzard Charles y Rocky Marciano.
La International Boxing Research Organization (IBRO) lo ha clasificado como el mejor peso pesado de la historia, y la revista The Ring lo colocó en el número 4 de la lista de los mejores boxeadores históricos libra por libra.

## Biografía
Joe Louis, "el bombardero de Detroit", nació el 13 de mayo de 1914 en una cabaña de algodoneros de Lexington (Alabama, Estados Unidos). Era el séptimo hijo de una familia muy pobre, y quedó huérfano de padre a los 4 años. 
Louis, con diez años, se traslada con su padrastro y su nueva familia a Detroit, donde empezó a trabajar como repartidor de hielo y luego como aprendiz de ebanista. A través de un amigo comenzó a asistir a un gimnasio en el que le vieron condiciones para el boxeo.
A principios de 1934 fue campeón de los Guantes de Oro de Chicago (Chicago Golden Gloves Tournament of Champions) aunque una lesión le impidió pelear por el título Intercity contra el campeón de Nueva York. En julio de 1934 pasó al campo profesional con John Roxborough como representante y Jack Blackburn como entrenador. Louis disputó su primer combate contra Jack Kracken, al que derrotó en Chicago en el primer asalto. 
Su carrera, desde entonces, fue fulgurante. El 14 de diciembre de ese mismo año vence, contra pronóstico, a Lee Ramage. En 1935 Mike Jacobs convence a sus apoderados para que acepten ser su mánager, adquiriendo Joe pronto fama e importancia convirtiéndose en el gran ídolo de las masas, especialmente de los hombres y mujeres de color que vieron en él una oportunidad de que un hombre de color se convirtiera por primera vez en campeón de los pesos pesados, después de que en 1915 lo fuera Jack Johnson . 
En 1935 disputa 15 combates,  ganando por nocaut doce de ellos, algunos contra rivales muy cualificados como Primo Carnera, King Levinsky, Gus Dorazzio, Max Baer o el español Paulino Uzcudun.
El 19 de junio de 1936 sufre un importante revés. Se enfrenta al alemán Max Schmeling  en el Yankee Stadium de Nueva York y es derrotado por nocaut en el duodécimo asalto. Aunque pide la revancha con el alemán,  se enfrenta antes con James J. Braddock, con el título mundial en juego el 24 de junio de 1937, logrando la victoria en el octavo asalto. 
Conservó el entorchado mundial durante doce años (récord absoluto de años como campeón en el peso pesado), en los que peleó con los mejores boxeadores del panorama mundial, incluida la deseada revancha ante Schmeling, que se celebra en 1938. Un combate vibrante que termina en el primer asalto con la victoria de Louis, y Schmeling con dos costillas rotas. Más tarde serían excelentes amigos, pese a que Schmeling era considerado por los nazis un prototipo de la raza aria. 
Durante la guerra mundial se alista en el ejército, y recorre los campamentos aliados efectuando exhibiciones boxísticas.
Tras dos defensas frente a Jersey Joe Walcott, la última en 1948 pretendía retirarse como campeón. Sin embargo, el Fisco americano le obliga a volver a boxear para pagar el millón de dólares que debía, según Hacienda. Nunca debió volver. En 1950 pelea con Ezzard Charles, por la reconquista del título, y es derrotado sin paliativos.
Su último combate tuvo lugar el 26 de octubre de 1951, ante Rocky Marciano. Eran los principios del gran Marciano, que a la postre sería el único boxeador de los pesos pesados en retirarse imbatido. En ocho asaltos, Marciano machacó a Louis, que había sido su referente en su juventud, acabando con el mito. Era la tercera pelea que perdía en su vida, y decidió retirarse del boxeo.
Al poco de abandonar definitivamente el boxeo, quedó totalmente arruinado al serle confiscados todos sus bienes por el fisco. Al igual que años atrás Primo Carnera, intentó hacer lucha libre, pero fracasó, así como en otros negocios que intentó, hasta que en los años 60 fue a Las Vegas donde se desempeñó trabajando en el área de relaciones públicas de un famoso casino.
Louis era aficionado del golf, y apoyó financieramente a varios jugadores afroamericanos. Fue invitado a competir en el Abierto de San Diego de 1952, para lo cual tuvo que enfrentarse a la Professional Golfers' Association of America para eliminar la prohibición.
En 1969 sufrió un colapso en plena calle y en 1970 fue ingresado en un hospital psiquiátrico en Denver. En 1977, una operación quirúrgica como consecuencia de tener la aorta obstruida, lo postró en una silla de ruedas. El 12 de abril de 1981 murió como consecuencia de un fallo cardíaco en Las Vegas, NV. Fue enterrado en el Cementerio Nacional de Arlington, por expreso deseo del Presidente Ronald Reagan. Su antiguo amigo Max Schmeling costeó los gastos de su enfermedad y su entierro.

## Récord profesional
| N.º | Resultado | Récord | Oponente           | Tipo | Rd., Tiempo   | Fecha              | Localidad                                                  | Notas |
| --- | --------- | ------ | ------------------ | ---- | ------------- | ------------------ | ---------------------------------------------------------- | --- |
| 69  | Derrota   | 66–3   | Rocky Marciano     | TKO  | 8 (10)        | Oct 26, 1951       | Madison Square Garden, Nueva York, U.S.                    | |
| 68  | Victoria  | 66–2   | Jimmy Bivins       | UD   | 10            | Aug 15, 1951       | Memorial Stadium, Baltimore Maryland, U.S.                 | |
| 67  | Victoria  | 65–2   | César Brion        | UD   | 10            | Aug 1, 1951        | Cow Palace, Daly City, California, U.S.                    | |
| 66  | Victoria  | 64–2   | Lee Savold         | KO   | 6 (15), 2:29  | Jun 15, 1951       | Madison Square Garden, Nueva York, U.S.                    | |
| 65  | Victoria  | 63–2   | Omelio Agramonte   | UD   | 10            | 2 de mayo de 1951  | Olympia, Detroit, Míchigan, U.S.                           | |
| 64  | Victoria  | 62–2   | Andy Walker        | TKO  | 10 (10), 1:49 | Feb 23, 1951       | Cow Palace, Daly City, California, U.S.                    | |
| 63  | Victoria  | 61–2   | Omelio Agramonte   | UD   | 10            | Feb 7, 1951        | Miami Stadium, Miami, Florida, U.S.                        | |
| 62  | Victoria  | 60–2   | Freddie Beshore    | TKO  | 4 (10), 2:48  | Jan 3, 1951        | Olympia, Detroit, Míchigan, U.S.                           | |
| 61  | Victoria  | 59–2   | César Brion        | UD   | 10            | Nov 29, 1950       | Chicago Stadium, Chicago, Illinois, U.S.                   | |
| 60  | Derrota   | 58–2   | Ezzard Charles     | UD   | 15            | Sep 27, 1950       | Yankee Stadium, Nueva York, U.S.                           | Por los títulos NBA, vacante The Ring y títulos mundiales del peso pesado                                                     |
| 59  | Victoria  | 58–1   | Jersey Joe Walcott | KO   | 11 (15)       | Jun 25, 1948       | Yankee Stadium, Nueva York, U.S.                           | Retiene el título The Ring y títulos mundiales del peso pesado                                                                |
| 58  | Victoria  | 57–1   | Jersey Joe Walcott | SD   | 15            | Dec 5, 1947        | Madison Square Garden, Nueva York, U.S.                    | Retiene el título The Ring y títulos mundiales del peso pesado                                                                |
| 57  | Victoria  | 56–1   | Tami Mauriello     | KO   | 1 (15), 2:09  | Sep 18, 1946       | Yankee Stadium, Nueva York, U.S.                           | Retiene el título The Ring y títulos mundiales del peso pesado                                                                |
| 56  | Victoria  | 55–1   | Billy Conn         | KO   | 8 (15), 2:19  | Jun 19, 1946       | Yankee Stadium, Nueva York, U.S.                           | Retiene el título The Ring y títulos mundiales del peso pesado                                                                |
| 55  | Victoria  | 54–1   | Johnny Davis       | TKO  | 1 (4), 0:53   | Nov 14, 1944       | Memorial Auditorium, Buffalo, Nueva York, U.S.             | Retiene el título NYSAC del peso pesado                                                                                       |
| 54  | Victoria  | 53–1   | Abe Simón          | TKO  | 6 (15), 0:16  | Mar 27, 1942       | Madison Square Garden, Nueva York, U.S.                    | Retiene el título The Ring y títulos mundiales del peso pesado                                                                |
| 53  | Victoria  | 52–1   | Buddy Baer         | KO   | 1 (15), 2:56  | Jan 9, 1942        | Madison Square Garden, Nueva York, U.S.                    | Retiene el título The Ring y títulos mundiales del peso pesado                                                                |
| 52  | Victoria  | 51–1   | Lou Nova           | TKO  | 6 (15), 2:59  | Sep 29, 1941       | Polo Grounds, Nueva York, U.S.                             | Retiene el título The Ring y títulos mundiales del peso pesado                                                                |
| 51  | Victoria  | 50–1   | Billy Conn         | KO   | 13 (15), 2:58 | Jun 18, 1941       | Polo Grounds, Nueva York, U.S.                             | Retiene el título The Ring y títulos mundiales del peso pesado                                                                |
| 50  | Victoria  | 49–1   | Buddy Baer         | DQ   | 7 (15), 3:00  | 23 de mayo de 1941 | Griffith Stadium, Washington, D. C., U.S.                  | Retiene el título The Ring y títulos mundiales del peso pesado; Baer disqualified after his mánager refused to leave the ring |
| 49  | Victoria  | 48–1   | Tony Musto         | TKO  | 9 (15), 1:36  | Aug 4, 1941        | St. Louis Arena, San Luis (Misuri), U.S.                   | Retiene el título The Ring y títulos mundiales del peso pesado                                                                |
| 48  | Victoria  | 47–1   | Abe Simón          | TKO  | 13 (20), 1:20 | Mar 21, 1941       | Olympia, Detroit, Míchigan, U.S.                           | Retiene el título The Ring y títulos mundiales del peso pesado                                                                |
| 47  | Victoria  | 46–1   | Gus Dorazio        | KO   | 2 (15), 1:30  | Feb 17, 1941       | Convention Hall, Filadelfia, Pensilvania, U.S.             | Retiene el título The Ring y títulos mundiales del peso pesado                                                                |
| 46  | Victoria  | 45–1   | Red Burman         | KO   | 5 (15), 2:49  | Jan 31, 1941       | Madison Square Garden, Nueva York, U.S.                    | Retiene el título The Ring y títulos mundiales del peso pesado                                                                |
| 45  | Victoria  | 44–1   | Al McCoy           | RTD  | 5 (15), 3:00  | Dec 16, 1940       | Boston Garden, Boston, Massachusetts, U.S.                 | Retiene el título The Ring y títulos mundiales del peso pesado                                                                |
| 44  | Victoria  | 43–1   | Arturo Godoy       | TKO  | 8 (15), 1:24  | Jun 20, 1940       | Yankee Stadium, Nueva York, U.S.                           | Retiene el título The Ring y títulos mundiales del peso pesado                                                                |
| 43  | Victoria  | 42–1   | Johnny Paychek     | TKO  | 2 (15), 0:41  | Mar 29, 1940       | Madison Square Garden, Nueva York, U.S.                    | Retiene el título The Ring y títulos mundiales del peso pesado                                                                |
| 42  | Victoria  | 41–1   | Arturo Godoy       | SD   | 15            | Feb 9, 1940        | Madison Square Garden, Nueva York, U.S.                    | Retiene el título The Ring y títulos mundiales del peso pesado                                                                |
| 41  | Victoria  | 40–1   | Bob Pastor         | KO   | 11 (20), 0:38 | Sep 20, 1939       | Briggs Stadium, Detroit, Míchigan, U.S.                    | Retiene el título The Ring y títulos mundiales del peso pesado                                                                |
| 40  | Victoria  | 39–1   | Tony Galento       | TKO  | 4 (15), 2:29  | Jun 28, 1939       | Yankee Stadium, Nueva York, U.S.                           | Retiene el título The Ring y títulos mundiales del peso pesado                                                                |
| 39  | Victoria  | 38–1   | Jack Roper         | KO   | 1 (10), 2:20  | Apr 17, 1939       | Wrigley Field, Los Ángeles, California, U.S.               | Retiene el título The Ring y títulos mundiales del peso pesado.                                                               |
| 38  | Victoria  | 37–1   | John Henry Lewis   | KO   | 1 (15), 2:29  | Jan 25, 1939       | Madison Square Garden, Nueva York, U.S.                    | Retiene el título The Ring y títulos mundiales del peso pesado.                                                               |
| 37  | Victoria  | 36–1   | Max Schmeling      | KO   | 1 (15), 2:04  | Jun 22, 1938       | Yankee Stadium, Nueva York, U.S.                           | Retiene los títulos NBA, NYSAC, The Ring, y títulos mundiales del peso pesado.                                                |
| 36  | Victoria  | 35–1   | Harry Thomas       | KO   | 5 (15), 2:50  | 4 de abril de 1938 | Chicago Stadium, Chicago, Illinois, U.S.                   | Retiene el título The Ring y títulos mundiales del peso pesado.                                                               |
| 35  | Victoria  | 34–1   | Nathan Mann        | KO   | 3 (15), 1:36  | Feb 23, 1938       | Madison Square Garden, Nueva York, U.S.                    | Retiene el título The Ring y títulos mundiales del peso pesado.                                                               |
| 34  | Victoria  | 33–1   | Tommy Farr         | UD   | 15            | Aug 30, 1937       | Yankee Stadium, Nueva York, U.S.                           | Retiene el título The Ring y títulos mundiales del peso pesado.                                                               |
| 33  | Victoria  | 32–1   | James J. Braddock  | KO   | 8 (15)        | Jun 22, 1937       | Comiskey Park, Chicago, Illinois, U.S.                     | Gana los títulos NBA, NYSAC, The Ring, y lineales del peso pesado.                                                            |
| 32  | Victoria  | 31–1   | Natie Brown        | KO   | 4 (10), 0:52  | Feb 17, 1937       | Municipal Auditorium, Kansas City, Misuri, U.S.            | |
| 31  | Victoria  | 30–1   | Bob Pastor         | UD   | 10            | Jan 29, 1937       | Madison Square Garden, Nueva York, U.S.                    | |
| 30  | Victoria  | 29–1   | Steve Ketchel      | KO   | 2 (4), 0:31   | Nov 1, 1937        | Broadway Auditorium, Búfalo (Nueva York), U.S.             | |
| 29  | Victoria  | 28–1   | Eddie Simms        | TKO  | 1 (10), 0:26  | Dec 14, 1936       | Public Auditorium, Cleveland, Ohio, U.S.                   | |
| 28  | Victoria  | 27–1   | Jorge Brescia      | KO   | 3 (10), 2:12  | Sep 10, 1936       | Hippodrome Theatre, Nueva York, U.S.                       | |
| 27  | Victoria  | 26–1   | Al Ettore          | KO   | 5 (15), 1:28  | Sep 22, 1936       | Municipal Stadium, Filadelfia, Pensilvania, U.S.           | |
| 26  | Victoria  | 25–1   | Jack Sharkey       | KO   | 3 (10), 1:02  | Aug 18, 1936       | Yankee Stadium, Nueva York, U.S.                           | |
| 25  | Derrota   | 24–1   | Max Schmeling      | KO   | 12 (15), 2:29 | Jun 19, 1936       | Yankee Stadium, Nueva York, U.S.                           | |
| 24  | Victoria  | 24–0   | Charley Retzlaff   | KO   | 1 (15), 1:25  | Jan 17, 1936       | Chicago Stadium, Chicago, Illinois, U.S.                   | |
| 23  | Victoria  | 23–0   | Paulino Uzcudun    | TKO  | 4 (15), 2:32  | Dec 13, 1935       | Madison Square Garden, Nueva York, U.S.                    | |
| 22  | Victoria  | 22–0   | Max Baer           | KO   | 4 (15), 3:09  | Sep 24, 1935       | Yankee Stadium, Nueva York, U.S.                           | |
| 21  | Victoria  | 21–0   | King Levinsky      | TKO  | 1 (10), 2:21  | Aug 7, 1935        | Comiskey Park, Chicago, Illinois, U.S.                     | |
| 20  | Victoria  | 20–0   | Primo Carnera      | TKO  | 6 (15), 2:32  | Jun 25, 1935       | Yankee Stadium, Nueva York, U.S.                           | |
| 19  | Victoria  | 19–0   | Biff Bennett       | KO   | 1 (6), 1:15   | Apr 22, 1935       | Memorial Hall, Dayton (Ohio), U.S.                         | |
| 18  | Victoria  | 18–0   | Roy Lazer          | KO   | 3 (10), 2:28  | Apr 12, 1935       | Chicago Stadium, Chicago, Illinois, U.S.                   | |
| 17  | Victoria  | 17–0   | Natie Brown        | UD   | 10            | Mar 29, 1935       | Olympia, Detroit, Míchigan, U.S.                           | |
| 16  | Victoria  | 16–0   | Don "Red" Barry    | TKO  | 3 (10), 1:30  | Mar 8, 1935        | New Dreamland Auditorium, San Francisco (California), U.S. | |
| 15  | Victoria  | 15–0   | Lee Ramage         | TKO  | 2 (10), 2:11  | Feb 21, 1935       | Wrigley Field, Los Ángeles, California, U.S.               | |
| 14  | Victoria  | 14–0   | Hans Birkie        | TKO  | 10 (10), 1:47 | Jan 11, 1935       | Duquesne Gardens, Pittsburgh, Pensilvania, U.S.            | |
| 13  | Victoria  | 13–0   | Patsy Perroni      | PTS  | 10            | Jan 4, 1935        | Olympia, Detroit, Míchigan, U.S.                           | |
| 12  | Victoria  | 12–0   | Lee Ramage         | TKO  | 8 (10), 2:51  | Dec 14, 1934       | Chicago Stadium, Chicago, Illinois, U.S.                   | |
| 11  | Victoria  | 11–0   | Charley Massera    | KO   | 3 (10), 2:41  | Nov 30, 1934       | Coliseum, Chicago, Illinois, U.S.                          | |
| 10  | Victoria  | 10–0   | Stanley Poreda     | KO   | 1 (10), 2:40  | Nov 14, 1934       | Arcadia Gardens, Chicago, Illinois, U.S.                   | |
| 9   | Victoria  | 9–0    | Jack O'Dowd        | KO   | 2 (10)        | Oct 31, 1934       | Arcadia Gardens, Chicago, Illinois, U.S.                   | |
| 8   | Victoria  | 8–0    | Art Sykes          | KO   | 8 (10)        | Oct 24, 1934       | Arcadia Gardens, Chicago, Illinois, U.S.                   | |
| 7   | Victoria  | 7–0    | Adolph Wiater      | PTS  | 10            | Sep 26, 1934       | Arcadia Gardens, Chicago, Illinois, U.S.                   | |
| 6   | Victoria  | 6–0    | Al Delaney         | TKO  | 4 (10)        | Sep 11, 1934       | Naval Armory, Detroit, Míchigan, U.S.                      | |
| 5   | Victoria  | 5–0    | Buck Everett       | KO   | 2 (8)         | Aug 27, 1934       | Marigold Gardens Outdoor Arena, Chicago, Illinois, U.S.    | |
| 4   | Victoria  | 4–0    | Jack Kranz         | UD   | 8             | Aug 13, 1934       | Marigold Gardens Outdoor Arena, Chicago, Illinois, U.S.    | |
| 3   | Victoria  | 3–0    | Larry Udell        | TKO  | 2 (8)         | Jul 30, 1934       | Marigold Gardens Outdoor Arena, Chicago, Illinois, U.S.    | |
| 2   | Victoria  | 2–0    | Willie Davies      | ТKO  | 3 (6)         | Jul 12, 1934       | Bacon's Arena, Chicago, Illinois, U.S.                     | |
| 1   | Victoria  | 1–0    | Jack Kracken       | KO   | 1 (6)         | Jul 7, 1934        | Bacon's Arena, Chicago, Illinois, U.S.                     | Debut profesional de Louis.                                                                                                   |